# كامبوجاليانو
كامبوجاليانو (بالإيطالية: Campogalliano)‏ هي بلدية في مقاطعة مودينا في إقليم إميليا رومانيا الإيطالي.

## السكان
في سنة 1861 بلغ عدد السكان 3٬991 نسمة، وتطور العدد ليصل في سنة 2011 لـ 8٬514 نسمة.
يظهر هذا المخطط البياني تطور النمو السكاني لـ كامبوجاليانو

## أعلام
- ألبرتو براليا
- فرانشيسكو اغوتزولي